# عدنان الطلياني
عدنان خميس محمد عبيد الطلياني، من مواليد 30 أكتوبر 1964، وهو لاعب كرة قدم إماراتي سابق ويعتبر من أساطير الكرة الإماراتية، وكان يلعب مع نادي الشعب الإماراتي ومنتخب الإمارات لكرة القدم.
بدأ مسيرته الكروية في عام 1980 مع نادي الشعب، وأنهى مسيرته فيها عام 1999، وقد أقيمت مباراة أعتزاله في يناير 2003 أمام نادي يوفنتوس الإيطالي، وقد ضمت المباراة العديد من اللاعبين المميزين على مستوى العالم مثل غابرييل باتيستوتا وجورج ويا.
وقد قام المدرب حشمت مهاجراني باختياره إلى صفوف منتخب الإمارات لكرة القدم، في عام 1983 واعتزل اللعب دوليا في عام 1997، وقد لعب مع منتخب الإمارات لكرة القدم 163 مباراة دولية وسجل 53 هدفاً دولياً.
شارك مع المنتخب الإماراتي لكرة القدم في كأس العالم لكرة القدم 1990 في إيطاليا ولعب 3 مباريات دون أن يحرز أي هدف.
ومن إنجازاته مع ناديه الشعب - قيادته لناديه بالفوز بكأس رئيس الدولة عام 1993. وكذلك قيادته لناديه الشعب بالفوز بكاس السوبر موسم 1994، كذلك مساهمته الفعالة بظفر الشعب بالميدالية الفضية والمركز الثاني في بطولة كأس الكؤوس الآسيوية 1995 كوصيف للبطل الياباني as فلوجلز يوكوهاما وتوج عدنان الطلياني في نفس البطولة (كأس الكؤوس الآسيوية 1995) بلقب أفضل لاعب في البطولة.
كان عدنان يمتاز بحسن الخلق بينه وبين اللاعبين والجماهير.

## كأس الخليج

### كأس الخليج 1984
و قد سجل هدف في مرمى منتخب الكويت لكرة القدم، وقد سجل هدف في مرمى منتخب قطر لكرة القدم.

### كأس الخليج1986
و قد سجل هدف في مرمى منتخب العراق لكرة القدم، وقد سجل هدف في مرمى منتخب السعودية لكرة القدم، وقد سجل هدف في مرمى منتخب قطر لكرة القدم.

### كأس الخليج 1988
و قد سجل هدف في مرمى منتخب عمان لكرة القدم.

### كأس الخليج 1994
و قد سجل هدف في مرمى منتخب قطر لكرة القدم، وقد سجل هدف في مرمى منتخب الكويت لكرة القدم.

### كأس الخليج 1996
و قد سجل هدف في مرمى منتخب الكويت لكرة القدم.

## الإنجازات
- أفضل لاعب عربي لعام 1989
- مرشح لنيل جائزة أفضل لاعب اسيوي لعام 1990
- الصعود إلى كأس العالم 1990
- أفضل لاعب في كأس الكوؤس الآسيوية لعام 1995
- أفضل لاعب في الدوري الإماراتي لموسم 1992/1993
- هداف الدوري موسم 1984/1985
- هداف الدوري موسم 1986/1987
- السبب الرئيسي لتأهل منتخب الإمارات لكأس العالم 1990
- كأس رئيس الدولة مع نادي الشعب موسم 1992/1993
- كأس السوبر مع نادي الشعب موسم 1992/1993
- فضية كأس الكوؤس الآسيوية 1995
- فضية كأس آسيا 1996
- عدد الحضور الجماهيري 60,000 في اعتزاله
- حصوله على لقب لاعب القرن في الإمارات
- صاحب الرقم القياسي في تسجيل الاهداف في مباراه واحده في كاس رئيس الدولة ب9 اهداف على دبا الفجيرة وانتهت ب12 - 0 موسم 1983/1984

## روابط خارجية
- عدنان الطلياني على موقع الاتحاد الدولي (مؤرشف)  (الإنجليزية)
- عدنان الطلياني على موقع قاعدة بيانات كرة القدم.إي يو (الإنجليزية)
- عدنان الطلياني على موقع ناشيونال فوتبول تيمز (الإنجليزية)
- عدنان الطلياني على موقع Soccerway.com (الإنجليزية)
- عدنان الطلياني على موقع عالم كرة القدم.نت (الإنجليزية)
- عدنان الطلياني على موقع كووورة